# Marilyn Mazur
 Der er for få eller ingen kildehenvisninger i denne artikel, hvilket er et problem. Du kan hjælpe ved at angive troværdige kilder til de påstande, som fremføres i artiklen.

Marilyn Mazur (født 18. januar 1955 i New York) er en dansk/amerikansk percussionist.
Marilyn Mazur har boet i Danmark siden hun var 6 år. Som barn spillede hun klassisk klaver og dansede ballet. Marilyn Mazyr er uddannet fra Det Kongelige Danske Musikkonservatorium, men er ellers autodidakt som percussionist.

## Karriere som kunstner
Hun modtog Ben Webster prisen i 1983 og startede samme år sin jazzkvartet med saxofonisten Uffe Markussen
I begyndelsen af 1985 var hun musiker på albummet Aura med musik komponeret af Palle Mikkelborg og med medvirken af Miles Davis. Få måneder efter dette hyrede Miles Davis hende til sit band, der skulle på verdensturne. I den periode var med Miles Davis pladeindspilning, der hed "Live Around the World".
I 1987 turnerede hun med den legendariske amerikanske saxofonist Wayne Shorter, men året efter i 1988 vendte hun dog tilbage til Miles Davis band. Men allerede i 1989 blev hun træt af livet sammen med verdenstjernerne på turné og det intense musikerliv i New York, og forlod stjernestatusen hos Miles Davis.
Hun ville fra nu koncentrere sig om sit nye syv-mands orkester Future Song, som stadig er hendes hovedbeskæftigelse som musiker. De spiller fusionsjazz og er kendt for spektakulære koncerter hvor der bl.a. medvirker korsangere og dansere.
I 1990 fødte hun sin søn Fabian, og året efter kom hun med i saxofonisten Jan Garbareks gruppe, som hun stadig indspiller plader og turnerer med.
Hun fik den store danske "Jazzpar Prisen" i 2001 og i 2004 modtog hun "Editon Wilhelm Hansens komponistpris", 2007 Telenor's Culture Award and 2010 The First International EuroCore – JTI Jazz Award.

## Diskografi
Marilyn Mazur
- Song and wind (2023)
- Jakob Buchanan , Aarhus Jazz Orchestra
- Celestial Circle (ECM, 2011)

Marilyn Mazur & Uffe Markussen
- Quartet (1984)

Marilyn Mazur & Jan Garbarek
- Elixir (ECM, 2008)

Marilyn Mazur's Future Song
- Future Song (veraBra, 1990)
- Small Labyrinths (ECM, 1994)
- All the Birds (Stunt, 2002)
- Daylight Stories (Stunt, 2004)

Ocean Fables
- Havblik (veraBra, 1991)

Marilyn Mazur & Pulse Unit
- Circular Chant (Storyville, 1995)

Marilyn Mazur Group
- Tangled Temptations & The Magic Box (Stunt, 2010)
- Flow (2023)

Med Palle Mikkelborg & Miles Davis
- Aura (1985)

Med Lindsay Cooper
- Oh Moscow (Victoriaville, 1989)

Med Jan Garbarek Group
- Twelve Moons (ECM, 1992)

Med Jon Balke & the Magnetic North Orchestra
- Further (ECM, 1993)

Med Jan Garbarek
- Visible World (ECM, 1995)
- Rites (ECM, 1998)

Med Harry Beckett & Chris McGregor
- Grandmothers Teachings (ITM, 1995)

Med Eberhard Weber
- Stages Of A Long Journey (ECM 2005)

I Band "Lineups"
- Miles Davis Band (1986–89)
- Gil Evans Orchestra (1986)
- Wayne Shorter (1987).

## Priser
- Ben Webster prisen (1983) af Ben Webster klub
- JASA-prisen 1989 af danske jazzjournalister
- Jazzpar Prize 2001
- Editon Wilhelm Hansens komponistpris 2004
- danske Django d'Or (Legend) 2006
- Grenseløs kommunikasjon 2007 av Telenor
- EuroCore-JTI Jazz Award
- "Grethe Kolbe Grant" 2013 fra Dansk Dirigent forening
- Wilhelm Hansen Fondens Ærespris 2017
- DMF Live 2017 - givet af Dansk Musiker Forbund
- Preis der deutschen Schallplattenkritik (de) for "Shamania" 2019
- Deutscher Jazzpreis (de) - International Drums/percussion - 2022
- Downbeat Magazine har seks haft hende som No.1. Jazz performer

## Galleri
Fotos: Hreinn Gudlaugsson